# Port de Cala Canyelles
El port de Cala Canyelles és una port esportiu situat a l'extrem oest de la platja de Canyelles, al municipi de Lloret de Mar (Selva). N'és el titular l'organisme de Ports de la Generalitat i està gestionat pel Club Nàutic Cala Canyelles. Envoltat de vegetació i amb alts penya-segats en les proximitats, és un port petit i acollidor, que ofereix bona protecció dels vents de garbí i de tramuntana. Construït l'any 1970, disposa de 134 amarraments, amb una eslora de fins a 8 m. La bocana té una amplada de 30 m, amb un calat de 4 m i un calat interior de 2 m. Disposa de rampa de varada i grua. A les instal·lacions hi ha un edifici social i un altre de vigilància. No té benzinera i la més propera es troba al port de Blanes.